# Псынабо
Псынабо́ (кабард.-черк. Псынабэ — «много родников») — село в Урванском районе Кабардино-Балкарской Республики.
Образует муниципальное образование «сельское поселение Псынабо», как единственный населённый пункт в его составе.

## География
Селение расположено в восточной части Урванского района, на левом берегу реки Черек. Находится в 5 км к востоку от районного центра Нарткала и в 29 км к северо-востоку от города Нальчик.
Площадь территории сельского поселения составляет — 34,63 км2. Из них сельскохозяйственные угодья занимают — 27,42 км2 (79,2%).
Граничит с землями населённых пунктов: Нижний Черек на юго-востоке, Кахун на западе и Псыкод на севере.
Населённый пункт расположен на наклонной Кабардинской равнине, в предгорной зоне республики. Средние высоты на территории села составляют 284 метров над уровнем моря. Рельеф местности имеет общий уклон с юго-запада на северо-восток и в основном представляет собой волнистые предгорные равнины, с курганными и бугристо-лесистыми возвышенностями.
Гидрографическая сеть представлена в основном рекой Черек и многочисленными родниковыми ручьями, текущими по улицам села. К востоку от села, из реки Черек вытекают рукава — Старый Черек и Новый Черек, которые ниже по течению, обратно впадают в него. Территория сельского поселения высоко обеспечена водными ресурсами, глубина залегания грунтовых вод составляет всего 2-2,5 метра. Обилие территории родниковыми водами лежит и в названии села. Псынабо в переводе с кабардино-черкесского языка означает — «много родников».
Климат влажный умеренный, с тёплым летом и прохладной зимой. Амплитуда температуры воздуха колеблется от средних +22,5°С в июле, до средних −2,5°С в январе. Среднегодовая температура воздуха составляет +10,0°С. Среднегодовое количество осадков составляет около 670 мм. Основные ветры — северо-западные и восточные.

## История
Селение было основано в 1925 году переселенцами из села Нижний Черек, и в первые годы своего существования подчинялось Нижнечерекскому сельскому Совету.
В 1928 году село было преобразовано в самостоятельный сельсовет.
В 1930-х годах на территории села были основаны крупные плодопитомники для выращивания фруктовых деревьев.
С 1954 по 1958 года село административно подчинялось Кахунскому сельсовету.
В 1963 году посёлок Маздаха основанный при Кабардинском плодопитомнике, был передан в состав Псыкодского сельского Совета.
В 1991 году Псынабский сельсовет был реорганизован и преобразован в Псынабскую сельскую администрацию. В 2005 году Псынабская сельская администрация была преобразована в муниципальное образование со статусом сельского поселения.

## Население
| 2002  | 2010  | 2012  | 2013  | 2014  | 2015  | 2016  |
| ----- | ----- | ----- | ----- | ----- | ----- | ----- |
| 1590  | ↘1549 | ↗1567 | ↗1588 | ↗1592 | ↗1627 | ↗1651 |
| 2017  | 2018  | 2019  | 2020  | 2021  | 2023  | 2024  |
| ↗1663 | ↗1675 | ↗1686 | ↗1699 | ↗1794 | ↗1803 | ↗1813 |
| 2025  |       |       |       |       |       |       |
| ↗1826 |       |       |       |       |       |       |

Плотность — 52.73 чел./км².
Национальный состав
По данным Всероссийской переписи населения 2010 года:
| Народ      | Численность, чел. | Доля от всего населения, % |
| ---------- | ----------------- | -------------------------- |
| кабардинцы | 1440              | 93,0 %                     |
| турки      | 91                | 5,9 %                      |
| русские    | 15                | 1,0 %                      |
| другие     | 3                 | 0,2 %                      |
| всего      | 1549              | 100 %                      |

По данным Всероссийской переписи 2021 года:
| Народ               | Численность, чел. | Доля от всего населения, % |
| ------------------- | ----------------- | -------------------------- |
| кабардинцы          | 1 682             | 93,75 %                    |
| турки               | 54                | 3,01 %                     |
| черкесы             | 29                | 1,61 %                     |
| турки-месхетинцы    | 22                | 1,22 %                     |
| другие / не указано | 7                 | 0,39 %                     |
| всего               | 1 794             | 100,0 %                    |

Поло-возрастной состав
По данным Всероссийской переписи населения 2010 года:
| Возраст     | Мужчины, чел. | Женщины, чел. | Общая численность, чел. | Доля от всего населения, % |
| ----------- | ------------- | ------------- | ----------------------- | -------------------------- |
| 0 — 14 лет  | 171           | 144           | 315                     | 20,3 %                     |
| 15 — 59 лет | 541           | 500           | 1041                    | 67,2 %                     |
| от 60 лет   | 68            | 125           | 193                     | 12,5 %                     |
| Всего       | 780           | 769           | 1549                    | 100,0 %                    |

Мужчины — 780 чел. (50,4 %). Женщины — 769 чел. (49,6 %).
Средний возраст населения — 33,7 лет. Медианный возраст населения — 29,9 лет.
Средний возраст мужчин — 31,9 лет. Медианный возраст мужчин — 28,7 лет.
Средний возраст женщин — 35,6 лет. Медианный возраст женщин — 31,3 лет.

## Местное самоуправление
Администрация сельского поселения Псынабо — село Псынабо, ул. Шекихачевой, 22.
Структуру органов местного самоуправления сельского поселения составляют:
- Исполнительно-распорядительный орган — Местная администрация сельского поселения Псынабо. Состоит из 5 человек.
  - Глава администрации сельского поселения — Балкаров Хажмурат Суфьянович.
- Представительный орган — Совет местного самоуправления сельского поселения Псынабо. Состоит из 15 депутатов, избираемых на 5 лет.
  - Председатель Совета местного самоуправления сельского поселения — Дышеков Тимур Борисович.

## Ислам
- Сельская мечеть «Нур» — ул. Шекихачевой, 90.

## Образование
- Средняя общеобразовательная школа «им. В. Х. Кагазежева» — ул. Шекихачевой, 24.
- Начальная школа Детский сад № 16 «Ручеёк» — ул. Архестова, 27.

## Здравоохранение
- Участковая больница — ул. Шекихачевой, 34.

## Культура
- Дом культуры
- Спортивно-оздоровительный комплекс

Общественно-политические организации:
- Адыгэ Хасэ
- Совет ветеранов труда и войны

## Экономика
Из-за высокого обеспечения местности водой, на территории сельского поселения развиты разведения влаголюбивых растений. Основу экономики села составляют частные хозяйства, возделывающие свои культуры в теплицах и оранжереях. Арендные земли в основном заняты под картофельные и злаковые культуры.

## Улицы
На территории села зарегистрировано 6 улиц и два СТ:
| Архестова           |
| Братьев Маремуковых |
| Мира                |

| Молодёжная  |
| Степная     |
| Шекихачевой |

| СТ Восход |
| СТ Заря   |